# هولا (كينيا)
هولا (باللغة السواحيلية: Hola) وتعرف أيضًا باسم غالوله هي بلدة صغيرة في جنوب شرق كينيا على ضفاف نهر تانا. يبلغ عدد سكانها 6,932 نسمة حسب احصاءات سنة 1999. وتعتبر هذه البلدة عاصمة مقاطعة نهر تانا، وفيها سوق مزدحم لكونها بوابة إلى محافظة غاريسا والمحافظة الشمالية الشرقية حسب التقسيم الإداري القديم، وذلك عبر الزوارق في نهر تانا.
تحتوي البلدة على مستشفى وسجن، كما يوجد فيها مكتب حاكم المقاطعة.

## الأهمية السياسية
بعد انتخابات عام 2013، التي أفضت إلى اللامركزية، بناءً على الدستور الجديد عام 2010، أصبحت المدينة مقرًا لمقاطعة نهر تانا. وأصبح مكتب الحاكم يقع في مدينة هولا. للمقاطعة ثلاث دوائر انتخابية، هي بورا، وغالولي، وغارسن. تضم المقاطعة عددًا من المسؤولين المنتخبين، وهم: الحاكم، وعضو مجلس الشيوخ، وممثلة نسائية، ونائب الحاكم، وثلاثة أعضاء في البرلمان. كما تضم المقاطعة 15 ممثلًا عن كل حي.

## التاريخ
كانت البلدة موقعًا لمعسكر اعتقال بريطاني أثناء الاحتلال البريطاني لكينيا، وهو نفسه موقع مذبحة هولا عام 1959. حيث قتل 11 معتقلًا من حركة الماو ماو بالهراوات على يد حراس السجن الذين عينهم البريطانيون. كان الضحايا من ثوار الماو ماو المحتجزين في المعسكر كجزء من عملية أنفيل. لاحقًا غيّرت الحكومة الاستعمارية البريطانية اسم "هولا" إلى "غالولي" في محاولة لمحو ذاكرة المذبحة. في عام 1971 وفي محاولة لإحياء التاريخ الأفريقي، أمر الرئيس جومو كينياتا آنذاك بإعادة جالولي إلى اسمها الأصلي. أصدر كينياتا هذا الأمر بعد لقائه بوفد كبير من نهر تانا. ومنذ ذلك الحين، عُرفت جالولي باسم هولا مجددًا.